# Iarda cubica
La iarda cubica è una unità di misura di volume del sistema imperiale britannico e del sistema consuetudinario statunitense. È definita come il volume di un cubo di lato pari ad una iarda, ed equivale a:
- ~0,764554857984 metri cubi
- ~764,554858 litri
- ~764554858 millimetri cubi
- ~764554,858 centimetri cubi
- ~7,65×10−10 chilometri cubi
- 46656 pollici cubi
- 27 piedi cubi
- ~1,83×10−10 miglia cubiche
- ~21,6962157 bushel statunitensi
- ~201,974 galloni statunitensi
- ~4,80890476 barili

## Simboli
Non esiste un unico simbolo universalmente accettato. I principali sono:
- cubic yards, cubic yard, cubic yds, cubic yd
- cu yards, cu yard, cu yds, cu yd, CYs
- yards/-3, yard/-3, yds/-3, yd/-3
- yards^3, yard^3, yds^3, yd^3
- yards³, yard³, yds³, yd³